# 片岡仁左衛門 (12代目)
十二代目 片岡 仁左衛門（かたおか にざえもん、1882年（明治15年）9月9日 - 1946年（昭和21年）3月16日）は、日本の歌舞伎役者。八代目片岡仁左衛門の娘の子で、十代目片岡仁左衛門の養子。本名は片岡 東吉（かたおか とうきち）。東京・今戸出身。

## 人物
1885年（明治18年）東京・千歳座（現在の明治座）で本名の片岡東吉で初舞台を踏み、その後二代目片岡土之助を経て1901年（明治34年）四代目片岡我童を襲名。
1936年（昭和11年）1月、東京・歌舞伎座『馬切』の織田信孝で十二代目片岡仁左衛門を襲名。この当時、東京歌舞伎では女形が不足していたため、関西歌舞伎の仁左衛門も招きを受け昭和9年(1934年)頃から拠点を東京に移し、六代目尾上梅幸を失った十五代目市村羽左衛門の相方を多く務めた。当り役に『生写朝顔話』（朝顔日記）の深雪、『壇浦兜軍記・琴責』の阿古屋などがある。『義賢最期』は十二代目が復活させ、片岡孝夫（十五代目片岡仁左衛門）が演じて以来、人気狂言となった。
1941年（昭和16年）妾であった元日活女優の小町とし子との間に子ども（四男）ができた後、正妻むつが病死。
1942年（昭和17年）、前々年に引退していた小町とし子と結婚。
長男は十三代目片岡我童、次男は二代目市村吉五郎（市村羽左衛門 (15代目)の養子）、三男は六代目片岡芦燕。ほかに娘がいる。
戦後まもない1946年（昭和21年）3月16日、東京の自宅で妻のとし子・四男・女中二人とともに、住み込みの門人によって薪割り用の斧で殺害された（片岡仁左衛門一家殺害事件）。

## 芸風
立役・女形の双方をつとめた。奈河彰輔は「姿、特に眼が美しく、やや含みがちの口跡ながら調子も良く、娘方、二枚目の範囲での芸域は広く、阿古屋、朝顔の深雪、お染、櫻時雨の吉野太夫、そして立役では、伊左衛門、松平長七郎、躄勝五郎「鮨屋」の弥助などの当り役では、他の追随を許さなかった。鷹揚な品位は独特のもので、新歌舞伎でも「頼朝の死」の頼家は高く評価されている。反面、どことなく冷たさと暗さのある芸風であったが、六世梅幸没後の十五世羽左衛門の相手役の位置に坐ってから、明るさが舞台に出るようになった。三千歳、十六夜、お富など、江戸前の役々をこなし、玲瓏とした色気を見せたが、誠実な生世話物の味が出にくかったのは、やはり性格的な冷たさによるものであろうか」と評している。

## 当たり
- 『源平布引滝・義賢最期』木曽先生義賢
- 『壇浦兜軍記・阿古屋琴責』遊君阿古屋
- 『生写朝顔話』深雪
- 『頼朝の死』源頼家
- 『直侍』遊女三千歳
- 『伽羅先代萩・御殿』乳母政岡、仁木弾正妹八汐
- 『め組の喧嘩』辰五郎女房お仲